# 멜리스 (영화)
"멜리스"는 2016년에 개봉한 대한민국의 영화이다.

## 캐스팅
- 홍수아 : 최가인 역
- 임성언 : 박은정 역
- 양명헌 : 송우진 역
- 김하유 : 송서아 역
- 최초우 : 돌봄선생님 역
- 현봉식 : 봉식 역
- 이선혜 : 진숙 역
- 박주하 : 지영 역
- 하원 : 유치원 선생님 역
- 이윤선 : 명품관매니저 역
- 김려원 : 명품관 직원 역
- 김잔디 : 기브스 남 역
- 이창해 : 후배형사 역
- 임치영 : 경찰 역
- 권혁범 : 직장동료 역
- 정다호 : 커피숍직원 역
- 조한선 : 김 사장 역 (특별출연)
- 조덕제 : 최진호 역 (특별출연)
- 여호민 : 박 형사 역 (특별출연)
- 김혜진 : 병원원장 역 (특별출연)
- 김원중 : 오피스텔 경비원 역 (특별출연)
- 서영조 : 아파트주민 역 (특별출연)
- 황지은 : 골목길 여 역 (특별출연)